# Dactylerythrops latisquamosa
Dactylerythrops latisquamosa är en kräftdjursart som beskrevs av Murano och Krygier 1985. Dactylerythrops latisquamosa ingår i släktet Dactylerythrops och familjen Mysidae. Inga underarter finns listade i Catalogue of Life.